# دیوید آنتونی هیگینس
دیوید آنتونی هیگینس (انگلیسی: David Anthony Higgins؛ زادهٔ ۹ دسامبر ۱۹۶۱) یک فیلم‌نامه‌نویس، بازیگر سینما، و هنرپیشه اهل ایالات متحده آمریکا است. وی از سال ۱۹۸۷ میلادی تاکنون مشغول فعالیت بوده‌است.
او در فیلم تیپهدس و خون‌سرد بازی کرده‌است.